# Füst Milán
Füst Milán, Fürst (Budapest, 1888. július 17. – Budapest, 1967. július 26.) Kossuth- és háromszoros Baumgarten-díjas magyar író, költő, drámaíró, esztéta, a magyar szabadvers megteremtője. 2000-ben a Digitális Irodalmi Akadémia posztumusz tagjai közé választotta.

## Élete
|  | „A magyar irodalom legnagyobb monománja volt, a legjelentősebb magyar hipochonder. Örökké kimerült, állandóan beteg, már ifjúként aggastyán, ő már csak a kegyes halálra vár. Élete végére sikerült csak tolókocsiba kerülnie, de akkor aztán trónként használta.” |
|  | – Nádas Péter |

Fürst Milán Konstantin néven született elszegényedett zsidó kispolgári családban Budapesten, a Hársfa utca 6. számú házban. Apja különc és bohém, költekező figura volt, aki egy délszláv királyi sarj nevét adta fiának. Korai halála után a család nyomorgott, anyjának ő szerzett végül trafikengedélyt. Az író édesanyja 1916-os halála előtt csupán fél évvel költözött csak el a Dohány utcai trafik mögötti másfél szobás lakásból. A fiatal Füst Milán ilyen körülmények között szerzett jogi diplomát, és lett felsőkereskedelmi leányiskolai tanár. Így Füst Milán jogász is, tanár is volt. Tanítványai úgy emlékeznek, hogy egész lelkét adta a pedagógiába, órái lelket-értelmet izgatóak, gondolatébresztőek voltak. Érdekes, jelentékeny tanár: ugyanakkor elmélkedéseinek, jellemzéseinek módszerében mindig maradt valami a valóság tényeit, az emberi magatartásokat kifejtő és értelmező jogászi logikából.
Füst Milán a század magyar irodalmának egyik legnagyobb íróművésze, a Nyugat nagy nemzedékének egyik legnagyobb – és a következő nemzedékekre Ady után alighanem a legnagyobb hatású – költője. Szívós kitartással szerzett tudósi színvonalú műveltségét, amelyben jelentékeny helyet foglalt el az antik görög kultúra és a Biblia. Ez a két kulturális világ mindvégig erősen hatott költészetére. Ifjúkorától fogva jó barátja volt Kosztolányi Dezső és Karinthy Frigyes. Velük együtt ismerte meg a világirodalom modern törekvéseit.
Ifjúkorától fogva verselt, de nem ontotta könnyedén a verseket, az ő számára minden sor gondokat adó feladat volt. Lassan, csiszolva, újra át- meg átírva formálta méltóságteljesen komor költeményeit. A magyar költészet leglassabban dolgozó, legaggályosabb költője, aggastyán korában is tökéletes remekműveket írt, és nyolcvan évre terjedő életében összesen nem írt száz verset. Versei formájukban nem emlékeztetnek senkire egész irodalmunkban. Néhány korábbi kísérletezés (Kazinczy, Petőfi, majd programszerűbben Czóbel Minka) után Füst Milán a magyar szabadvers megteremtője, és Kassák Lajos mellett legnagyobb művelője lett. Leszámítva néhány egészen ritka rímes játékát, költészete szakítás a rímmel is és a megszokott ritmikákkal is, de közben soraiban a görög verselés szöveghullámzásai és a Biblia félvers-félpróza ritmusai lappanganak. Értő és borús élettapasztalat sejlik a versek mögött. Ezért hatott a már fiatal Füst Milán aggastyánnak, de stílusának, kifejezésmódjának roppant ereje miatt az aggastyán Füst Milán egyúttal kortalannak is.
Világnézete tulajdonképpen pesszimista: elkomorította a világban tapasztalható gonoszság, ostobaság, szerencsétlenség. Közben azonban elválasztotta az igazi pesszimistáktól feltétlen emberszeretete, embertisztelete és együttérzése a szomorúakkal.
1914-ben Berlinbe utazott a Boldogtalanok című színművének tervezett bemutatása ügyében. A háború kitörése miatt ez elmaradt.
Az őszirózsás forradalomban az akkor alakult Vörösmarty Akadémia jogásza lett. A Tanácsköztársaság idején politikai és jogászi szerepet vállalt, egyik vezetője volt akkor az Alkotó Művészek és Tudományos Kutatók Szövetségének. Ezt a magatartást az ellenforradalom nem is bocsátotta meg neki: fegyelmi úton fosztották meg tanári állásától. Ettől kezdve kénytelen volt kizárólag az irodalomból élni. Csak 1945 után tért vissza a pedagógiához, de akkor már az egyetemen. Pártokon kívül is baloldali írónak-költőnek számított, aki értette a munkásmozgalmat is. 1951-ben önnyugdíjazását kérve megszűnt tanári állása.
Első publikált írása Peter Altenberg szecessziós-impresszionista osztrák költővel foglalkozott. Ez, és első költeményei a Nyugatban jelentek meg 1909-ben. Barátságot kötött Karinthyval, Kosztolányival, Tóth Árpáddal, Nagy Zoltánnal, Somlyó Zoltánnal. A Nyugat főszerkesztőjével, Osvát Ernővel végig kétarcú, ellentmondásos volt kapcsolata. Apaként tekintett rá, hol vakon megbízott ítéletében, hol éles ellentétbe került vele. A Nyugatnak rövid ideig főmunkatársa volt, ő maga kérte nevének levételét. Osvát – olykor hosszabb várakozás után – minden művét közölte, de a kritikai rovatban nem egyszer méltatlan írásokat jelentetett meg róla. Később Weöres Sándorral mester-tanítványi kapcsolatban állt (Weörest sokan tartják többek közt Füst Milán tanítványának). Versekből azonban nem lehetett megélni, még termékenyebb költőnek sem. A prózát mindig jobban fizették. Néhány novellát már azelőtt is írt, de regényeinek és elbeszéléseinek legnagyobb része a Horthy-korszak negyedszázadában keletkezett. Szerencsére ekkor sem kellett elsietnie a munkát, igazi megélhetési gondjai nem voltak: felesége, aki szeretettel és alkotó embernek alkalmas életformával vette körül, kitűnő üzletasszony volt, aki biztosítani tudta férjének a művészi elmélyedést. Feleségének nem lehetett könnyű élete: Füst Milán nyűgös, zsörtölődő férj volt, amolyan igazi „nehéz ember”, akit lelke mélyéig csak a megoldandó művészi feladat érdekelt. Kisregényeinek és elbeszéléseinek jó részére jellemző egy sajátosan groteszk látásmód. Mindezek mellett kitűnő drámaíró is volt. A maga kora, a színházi élet nem érdeklődött irántuk, el is ment a kedve a drámaírástól, így egy korai verses drámakísérleten kívül mindössze két színpadi műve maradt, a szerencsétlen emberek szerelmi szomorúságáról szóló Boldogtalanok és a kitűnő lélektani-történelmi dráma, a IV. Henrik. Minden olvasó tudta, hogy milyen jó művek, de csak évtizedekkel utóbb kerültek színpadra, és a IV. Henrik elkésetten aratott nagy színpadi sikert.

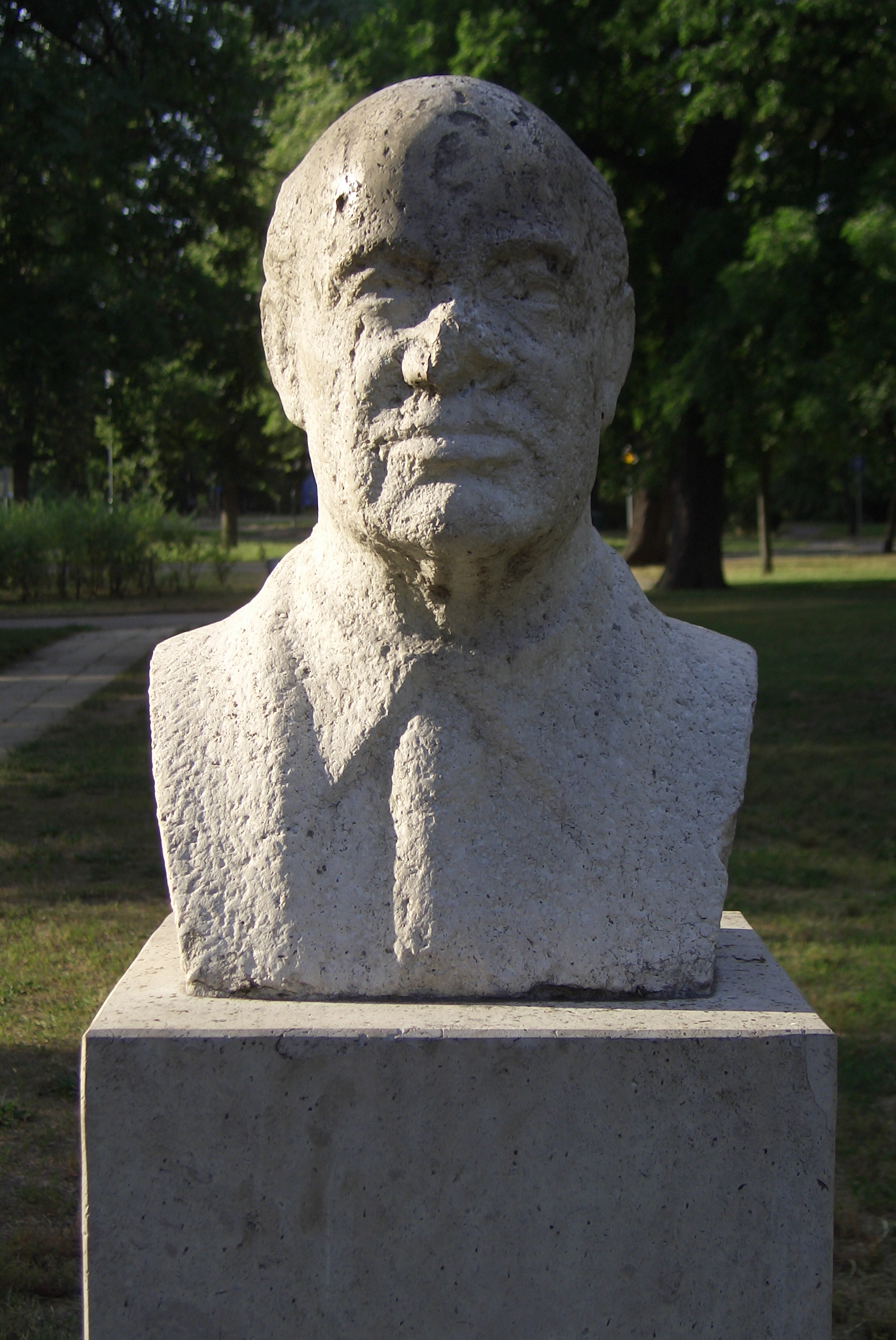
Szobra a Városligetben. Papachristos Andreas alkotása, 1979

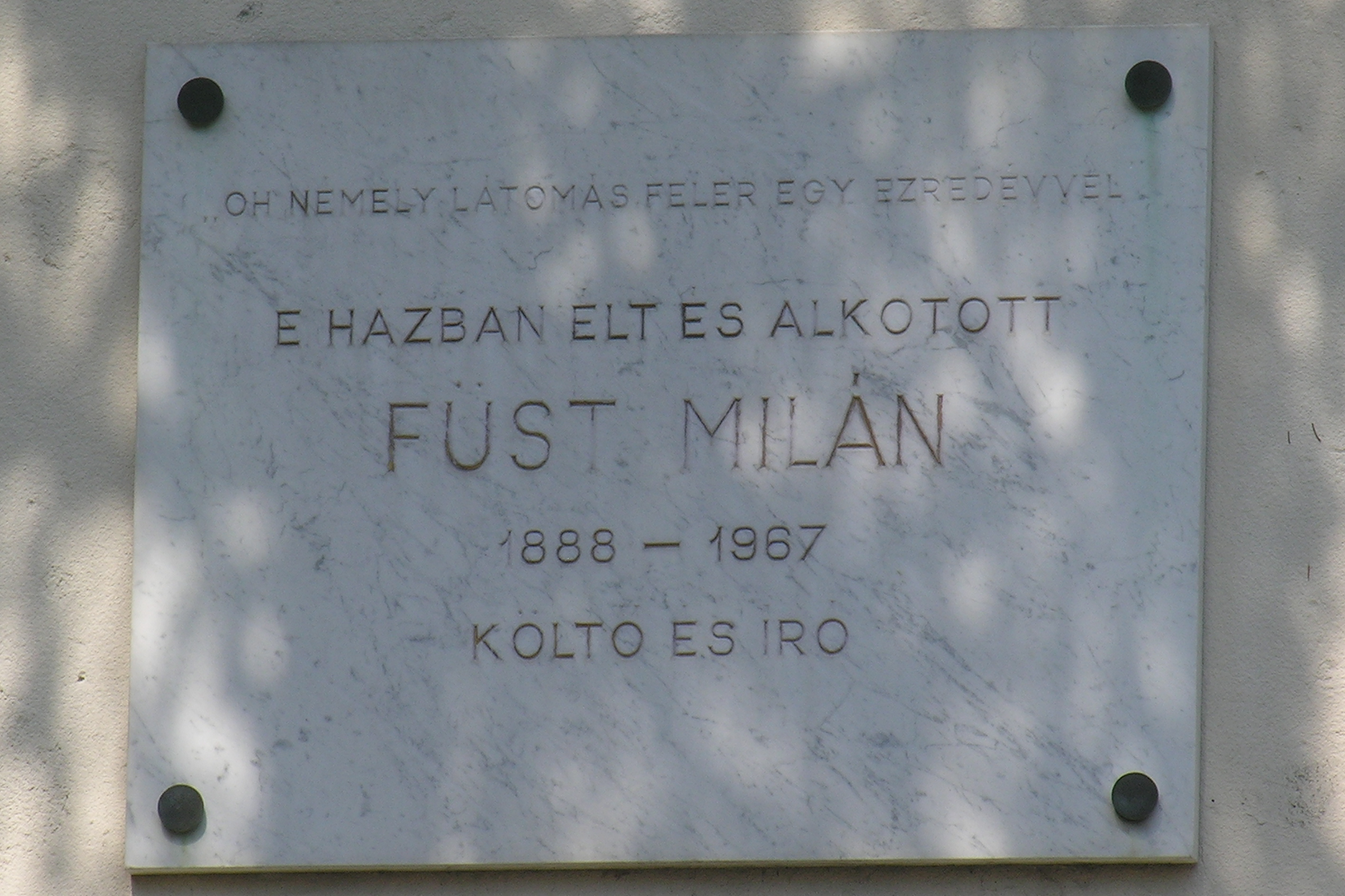
Füst Milán emléktáblája egykori lakhelyén, a Hankóczy Jenő utca 17. szám alatt

1920-ban megjelent könyvalakban az 1917-ben írt Nevetők című elbeszélése. Az aranytál című kisregénye első díjat nyert az Athenaeum pályázatán. 1923-ban látott napvilágot könyvalakban a Boldogtalanok, és ugyanebben az évben a Nevetőket német fordításban kiadta a müncheni Musarion Verlag. 1923-ban házasságot kötött volt tanítványával, a jómódú Helfer Erzsébettel, aki anyagilag végig támogatta. 1928-ban hat hónapot töltött Baden-Badenben a Freud-tanítvány dr. Groddeck szanatóriumában, majd részt vett a Pen Club bécsi kongresszusán. 1928-ban neurózisát szanatóriumban kezeltette. A túlzottan aktív, feldobott lelki állapotot és munkaaktivitást (az ún. mániás fázist) hosszas letörések, munkára-életre való képtelenség érzésével kísért depressziók követték. Nála is, mint sok nagy magyar költőnél, a mániás depressziós kedély II. típusa kórismézhető. Ennek diagnózisa akkortájt a neuraszténia vagy neurózis volt.
1932-ben ismét Berlinbe utazott a IV. Henrik német színházi bemutatójának tervével. A német színházaknak azonban nem tetszett a fordítás, a bizonytalan és sokáig húzódó tervezgetést végül semmivé foszlatta a nácik hatalomra jutása. 1933-ban Déry Tibor társaságában heteket töltött Dubrovnikban, majd Görögországban. 1934-ben, írói munkásságának 25. jubileumán a szerzői estjét Kosztolányi vezette be a Zeneakadémián. Kilenc évvel megírása után 1940-ben napvilágot látott a IV. Henrik király, majd 1942-ben másik főműve, a hét évig írt A feleségem története. Ez a nagy terjedelmű lélektani regény később, már a háború után világsiker lett. Francia fordítás útján belekerült a század prózairodalmába. Közben tagja volt a lengyel–magyar kapcsolatok ápolását célul tűző Magyar Mickiewicz Társaságnak is. Budapest ostroma alatt bombatalálat éri lakását, évtizedekig írt Naplójának nagy része megsemmisülni látszott (később részben megkerült).
1947-ben szabadegyetemi előadásokat tartott. 1948-ban egyetemi tanár lett, megkezdte rendszeres esztétikai előadásait. Megjelent nagy esztétikai műve, melynek anyaga egyetemi előadásaiból és Naplójából merít (Látomás és indulat a művészetben). 1948-ban Kossuth-díjat kapott. A kommunista diktatúra éveiben – 1949 után – évekig nem jelent meg könyve: 1955-ben Őszi vadászat címen kisregényei. Füst Milán megjelenésétől kezdve írótársai által becsült költő volt. Amíg a Nyugat fennállt, hozzátartozott élgárdájához. A nagyközönségtől ekkor is, később is idegen maradt, de a költők ekkor is, később is mesterüknek tartották. 1945 után sok hivatalos elismerést is megkapott: Kossuth-díjat, egyetemi tanárságot, az élő klasszikusnak kijáró nagyrabecsülést, műveit azonban 1949 és 1955 között nem jelentették meg.

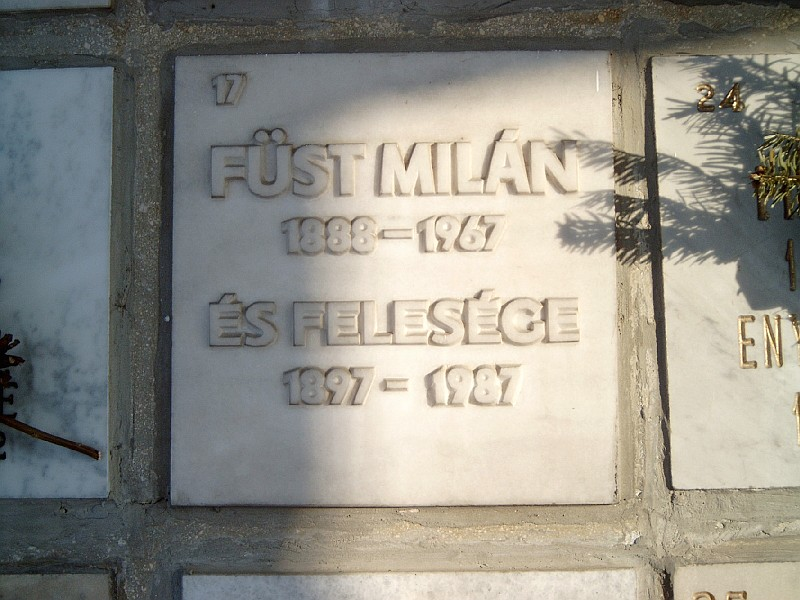
Füst Milán hamvai a budapesti Farkasréti temetőben (607-17. templomi fülke).

1960-ban nyugdíjazták. Betegsége egyre inkább ágyhoz kötötte. 1967-ben halt meg, még megérve a Boldogtalanok Vígszínház-beli premierjét.
Füst Milán költészete az utána következő nemzedékekre nagy hatást gyakorolt; a fiatal Illyés Gyula kibontakozása elképzelhetetlen nélküle, Radnóti Miklós és Weöres Sándor is sokat köszönhet neki. Weöres 1939-ben így írt Füst Milánhoz: „Amit Mester kozmikus szomorúságnak, egyetemes szomorúságnak nevez, és ami Mester költészetének fundamentuma, ezt át tudom érezni, és teljes megdöbbentő hatalmasságában fel tudom fogni, de nem tudnám magamévá tenni.”
Emlékét őrzi az 1975-ben alapított Füst Milán-díj.

## Művei
Teljesen újszerű versformálása és kifejezésmódja a magyar lírában Berzsenyin kívül talán csak a középkori zsoltárok hangjához hasonlítható. Szabad verselése, patetikus dikciója, hasonlíthatatlan kifejezésmódja, a költészetben szokatlan rejtőzködése, szerepjátszásai egészen egyéni hangot jelentenek irodalmunkban. A modern magyar irodalom méltatlanul keveset emlegetett, és olvasott magányos óriása.
Drámái, különösen a bemutatásra mintegy 40 évet váró IV. Henrik szintén klasszikus értékű alkotások. Ennek ellenére legismertebb drámai alkotása, az újsághír alapján született Boldogtalanok egészen a hatvanas évek végéig ismeretlen volt a színházrendezők előtt (a húszas évek elején egy klubszínpadon néhányszor, visszhang nélkül bemutatták.)
Legnagyobb prózai alkotása, A feleségem története, amely kapcsán tévesen terjedt el, hogy ezért a művéért 1965-ben Nobel-díjra is jelölték. A regény 1958-ban jelent meg franciául a Gallimard kiadásában, recepciótörténetének pedig valóban jelentős állomásai közé tartozik több külföldi kiadása után az 1965-ös év, amikor a svéd rádió a Nobel-díj esélyesei közt (Asturias, Moravia, Holan, Nelly Sachs) készít Füst Milánnal interjút, de 1965-ös irodalmi Nobel-díjra való jelölését nem erősítették meg a hivatalos dokumentumok. A feleségem története 1942-ben kedvezőtlen kritikákat kapott, sem az irodalom akkori hivatásos értői, sem közeli barátai nem értették-érezték meg hatalmas jelentőségét és szépségét. 
- Változtatnod nem lehet. Versek; Athenaeum, Budapest, 1914
- Nevetők. Elbeszélés; Athenaeum, Budapest, 1920
- Az aranytál. Regény; Athenaeum, Budapest, 1921 (Modern könyvtár)
- Az elmúlás kórusa; Amicus, Budapest, 1921
- Advent; rajz Derkovits Gyula;[Mj. 1]Amicus, Budapest, 1923
- Boldogtalanok. Dráma; Világirodalom, Budapest, 1923
- Füst Milán válogatott versei; Nyugat, Budapest, 1934 (Füst Milán munkáinak gyűjteményes kiadása)
- Negyedik Henrik király; Almanach, Budapest, 1940
- Amine emlékezete. Két novella; Almanach, Budapest, 1940
- A feleségem története. Störr kapitány feljegyzései. Regény; Hungária, Budapest, 1942
- A feleségem története. Störr kapitány feljegyzései. Regény; Új idők, Budapest, 1946
- Hatvan év. Füst Milán beszéde jubileuma ünnepén, 1948; Athenaeum, Budapest, 1948
- Szellemek utcája. Füst Milán versei; Dante, Budapest, 1948
- Véletlen találkozások; Dante, Budapest, 1948
- Látomás és indulat a művészetben. Tizenkét esztétikai előadás; Egyetemi Ny., Budapest, 1948
- Szakadékok. Öt kisregény; Révai, Budapest, 1949
- Őszi vadászat; Magvető, Budapest, 1955
- Emlékezések és tanulmányok; Magvető, Budapest, 1956
- Ez mind én voltam egykor. Feljegyzések az út mentén; Bibliotheca, Budapest, 1957
- A sanda bohóc, Goldnágel Efraim csodálatos kalandjai; Magvető, Budapest, 1957
- Zsiráfkönyv; Móra, Budapest, 1958 (Liliputi könyvtár)
- Kis regények, 1-2.; Magvető, Budapest, 1958
- Füst Milán összes versei; Magvető, Budapest, 1958
- Konstantin úrfi fiatalsága. Elbeszélések; Móra, Budapest, 1958
- Hábi-Szádi kűzdelmeinek könyve. Ez mind én voltam egykor 2.; Bibliotheca, Budapest, 1958
- Öröktüzek. Összegyűjtött elbeszélések; Magvető, Budapest, 1961
- A Parnasszus felé. Regény; Magvető, Budapest, 1961
- Látomás és indulat a művészetben; 2., bőv. kiad.; Akadémiai, Budapest, 1963
- Füst Milán drámái; Magvető, Budapest, 1966
- Emlékezések és tanulmányok; 2., bőv. kiad.; Magvető, Budapest, 1967
- Füst Milán összes versei; Magvető, Budapest, 1969
- Szexuál-lélektani elmélkedések. Breviárium; Magyar Műhely, Párizs, 1970
- Napló, 1-2.; vál., szerk. bev. Pók Lajos; Magvető, Budapest, 1976
- Kisregények; 2. bőv. kiad.; Magvető, Budapest, 1977
- A pákosztos cica; Móra, Budapest, 1988 (Iciri-piciri könyvek)
- Füst Milán összes versei; összeáll., szerk., jegyz. szöveggond. Zsoldos Sándor; 4. bőv. kiad.; Magvető, Budapest, 1988
- "Megtagadott" színművek és egyfelvonásosok; vál., jegyz., utószó Petrányi Ilona; Fekete Sas–Magvető, Budapest, 1993
- Füst Milán összes drámái; sajtó alá rend., jegyz., utószó Petrányi Ilona; Fekete Sas, Budapest, 1996
- Füst Milán összes versei; összeáll., szerk., sajtó alá rend., jegyz., utószó Zsoldos Sándor; Fekete Sas, Budapest, 1997
- Látomás és indulat a művészetben; szöveggond. Kis Pintér Imre; 4. jav. kiad.; Kortárs, Budapest, 1997
- A néma levente és más költői játékok; vál., szöveggond., utószó Petrányi Ilona; Unikornis, Budapest, 1997 (A magyar dráma gyöngyszemei)
- A mester én vagyok. Egy doktorkisasszony naplójegyzetei; sajtó alá rend., utószó Petrányi Ilona; Fekete Sas, Budapest, 1998
- Teljes napló, 1-2.; sajtó alá rend. Szilágyi Judit; jegyz., Petrányi Ilona, szerk. Fazakas István; Fekete Sas, Budapest, 1999
- Egyebek; Hold, Budapest, 2001 (Hold könyvek. Aforizmák)
- Füst Milán összegyűjtött levelei; egybegyűjt., sajtó alá rend., jegyz. Szilágyi Judit, közrem. Petrányi Ilona, szerk. Fazakas István; Fekete Sas, Budapest, 2002
- Füst Milán összegyűjtött elbeszélései, 1-2.; sajtó alá rend., utószó, jegyz. Petrányi Ilona; Fekete Sas, Budapest, 2003
- A sanda bohóc, Goldnágel Efraim csodálatos kalandjai; sajtó alá rend., utószó Fazakas István; Fekete Sas, Budapest, 2004
- Műfordítások; sajtó alá rend., utószó Szilágyi Judit; Fekete Sas, Budapest, 2006
- Átköltések. Szántóné Kaszab Ilona verseiből – Szavak az árnyékomhoz; sajtó alá rend., utószó Petrányi Ilona; Fekete Sas, Budapest, 2006
- Tanulmányok; sajtó alá rend., jegyz., utószó Zsoldos Sándor; Fekete Sas, Budapest, 2007
- Füst Milán összes versei; sajtó alá rend., szöveggond., jegyz. Zsoldos Sándor, tan. Bodnár György; Fekete Sas, Budapest, 2008
- A kis Tahtúr története; szöveggond., utószó Fenyő Ervin; Holnap, Budapest, 2009 (Varázslatos mesék)
- Írni. Cikkek, bírálatok, visszaemlékezések, útirajzok, alkalmi megnyilatkozások; sajtó alá rend. Szilágyi Judit; Fekete Sas, Budapest, 2014
- A mester én vagyok. Egy doktorkisasszony naplójegyzetei; sajtó alá rend., utószó Petrányi Ilona; 2. jav. kiad.; Fekete Sas, Budapest, 2017

### Művei idegen nyelven
- Lachende Gesichter. Eine Erzählung / Nevetők; németre ford. Stefan I. Klein; Musarion, München, 1923
- L'histoire de ma femme / A feleségem története; franciára ford. E. Berki, S. Peuteuil, előszó Gyergyai Albert; Gallimard, Paris, 1958
- Historia mojej żony (A feleségem története); lengyelre ford. Marta Styczyńska; Panstwowy Instytut, Warszawa, 1960
- Povijeszt moje zsene (A feleségem története); szerbre ford. Kálmán Mesaric; Naprijed, Zagreb, 1961
- Die Geschichte meiner Frau. Roman (A feleségem története); németre ford. Mirza Schüching; Rohwolt, Reinbek bei Hamburg, 1962
- Het geheim van mijn vrouw. Aantekeningen van de Hollandse kapitein Steur (A feleségem története); hollandra ford. László Sluimers; De Tijdstroom, Lochem, 1965
- Zgodba moje zene. Zapiski kapitana Störra (A feleségem története); szlovénra ford. Vilko Novak; Založba obzorja, Maribor, 1966 (Knjizna zbirka nova obzorja)
- Historia de mi mujer (A feleségem története); spanyolra ford. Francisco Parcerisas; Lumen, Barcelona, 1970 (Palabra en el tiempo)
- L'úbil som svoju ženu. Zápisky kapitána Störra. Román (A feleségem története); szlovákra ford. M. M. Dedinsky; Epocha, Bratislava, 1970
- Choix de poèmes; franciára ford. Isabelle Vital, Pierre della Faille, előszó Georges Mounin, utószó Rónay László; Corvina, Budapest, 1971
- Miloval jsem svou ženu. Zápiska kapitána Störra. Roman (A feleségem története); csehre ford. Magda Reinerová, utószó Petr Rákos; Odeon, Praha, 1973 (Klub čtenářu)
- Herbstdüsternisse. Gedichte / "Aufzeichnungen längs des Weges". In Auszügen; nyersford. Paul Kárpáti, műford. Franz Fühman, utószó Kalász Márton; Reclam, Leipzig, 1974 (Reclams Universal-Bibliothek)
- Povestea nevestei mele (A feleségem története); románra ford. George Sbârcea; Eminescu, Bucureşti, 1976 (Romanul de dragoste)
- Korolevszkaja tragégyija. Genrih IV. Isztoricseszkaja drama; oroszra ford. Alekszandr Gerskovics; VAAP-Inform, Moszkva, 1978
- Historien om min hustru Kapten Störrs anteckningar (A feleségem története); svédre ford. Ulrika Wallenström; Fripress, Bromma, 1979
- Miloval jsem svou zenu. Zápisky kapitána Störra (A feleségem története. Störr kapitány feljegyzései); csehre ford. Magda Reinerová; Odeon, Praha, 1981 (Galérie modernich autoru)
- Advent a iné; szlovákra ford. Marta Lesná; vál., utószó Grendel Lajos; Tatran, Bratislava, 1982 (Svetová tvorba)
- Mano žmonos istorija apitono Štero užrašai omanas (A feleségem története Störr kapitány feljegyzései); litvánra ford. Janina Išganaityte; Vaga, Vilnius, 1984
- The story of my wife he reminiscences of captain Störr; angolra ford. Ivan Sanders, előszó George Konrád; Cape, London, 1987
- Catullus. Drame en deux parties; franciára ford. Eva Vingiano de Pina Martins; Beba, Paris, 1988
- Tava de aur; vál., románra ford. Victoria Olariu, Constantin Olariu; Univers, Bucureşti, 1990
- Minu abikaasa lugu. Romaan (A feleségem története); észtre ford. Leidi Veskis; Eesti Raamat, Tallinn, 1990
- Les malheureux (Boldogtalanok); franciára ford. Sophie Képès; Theatrales, Paris, 1990
- 25 poems / 25 vers; angolra Tótfalusi István; Maecenas, Budapest, 1990
- Fortellingen om min kone Kaptein Störrs nedtegnelser (A feleségem története); norvégra Kari Kemény; Gyldendal, Oslo, 1994
- Advent; Zavod za udbenike i nastavna sredstva, Beograd, 1997 [szerb]
- Avent oman (Advent); franciára ford., utószó Brabant-Gerő Éva, Cottier-Fábián Élisabeth; Ombres, Toulouse, 2000
- La storia di mia moglie (A feleségem története); olaszra ford. Marinella D'Alessandro; Adelphi, Milano, 2002 (Fabula)
- Sboguvane s vremeto. Izbrani stihotvorenija; vál., bolgárra ford. Georgi Krumov; Gutenberg, Sofia, 2004
- L'histoire d'une solitude (Egy magány története); franciára ford. Sophie Aude, előszó Esterházy Péter; Cambourakis, Paris, 2007
- Précipice (Szakadék); franciára ford. Sophie Aude, utószó Bodnár György; Cambourakis, Paris, 2008
- La historia de mi mujer otas del capitán Störr (A feleségem története); spanyolra ford. Teresa Ruiz Rosas; Galaxia Gutenberg–Círculo de Lectores, Barcelona, 2009
- Povest o mojoj zeni eleske kapetana Stera; svédre ford. Maria Toth Ignjatovic; Laguna, Beograd, 2009
- Isztorija mojej zseni. Zapiszki kapitana Sterra (A feleségem története); orosz ford. Tatyjána Voronkina; Vodolej, Moszkva, 2010
- Isztorijata na zsena mi apiszki na kapitan Stor (A feleségem története); bolgárra ford. Szvetla Kjoszeva; Ergo, Sofia, 2010 (Moderna evropejska proza)
- Neszretnici (Boldogtalanok); Hajnrih IV. (IV. Henrik); bolgárra ford. Julija Krumova; Gutenberg, Sofia, 2011

### Drámái
- Boldogtalanok
- IV. Henrik király
- Catullus
- Atyafiak és a nő
- A néma barát

## Díjai
- Baumgarten-díj (1932, 1935, 1946)
- Kossuth-díj (1948)

## Szakirodalom

### Önálló kiadványok
- Füst Milán-különszám: Magyar Műhely, 1967. 23–24. sz.
- Somlyó György: Füst Milán alkotásai és vallomásai tükrében (Emlékezés és tanulmány) Budapest 1969. Szépirodalmi Kvk., 246 p. (Arcok és vallomások sorozat)
- Füst Milán műveinek bibliográfiája. 1909-1970; összeáll. Deák János; s.n., Budapest, 1970
- Füst Milán franciául. Vitaülés. 1972. november 2.; Magyar P.E.N. Club, Budapest, 1974
- Fónagy Iván: Füst Milán: Öregség. Dallamfejtés; Akadémiai, Budapest, 1974 + hanglemez mell.
- Büky László: "A szív idézete: líra". A szív főnév használata Füst Milán és Karinthy Frigyes költői nyelvében; JATE, Szeged, 1982
- Kis Pintér Imre: A semmi hőse. Füst Milán költői világképe. Budapest 1983. Magvető Kiadó 225 p.
- Büky László: Képalkotás és képrendszer Füst Milán és Karinthy Frigyes költői nyelvében; Akadémiai, Budapest, 1989
- Radnóti Zsuzsa: A próféta Színháza. Pécs, 1993. Jelenkor, Irodalmi és Művészeti Kiadó, 95 p.
- Somlyó György: Füst Milán vagy A lesütöttszemű ember [Emlékezés és tanulmány] Budapest 1993. Balassi Kiadó, 266 p.
- Füst Milán rejtélyes múzsája; irodalmi dokumentumok és műrészletek alapján sajtó alá rend., utószó, jegyz. Petrányi Ilona; Fekete Sas, Budapest, 1995
- Szellemek utcája: in memoriam Füst Milán [vál., szerk., összeáll. Kis Pintér Imre] Budapest 1998, Nap Kiadó, 374 p. [In memoriam]
- Büky László: Egy vers szóhasználati háttere. Füst Milán: Szellemek utcája; SZTE, Szeged, 2000
- Füst Milán-dialógusok; szerk. Kovács Kristóf András, Szabolcsi Miklós; Anonymus, Budapest, 2000 (Belépő)
- Büky László: Füst Milán metaforahasználatának alapjai – szótárszerű feldolgozásban; SZTE BTK Magyar Nyelvészeti Tanszék, Szeged, 2002
- Rákosi Marianna: Füst Milán álomformája. Szeged, 2003. JATEPress, 140 p.
- Szilágyi Judit: „Magadtól menekvésed” Füst Milán: Napló. – Irodalomtörténeti sorozat 1. [Szerk.: Szilágyi Zsófia Júlia; Előszó: Angyalosi Gergely] Budapest, 2004. Fekete Sas Kiadó, 327 p.
- Füst Milán metaforahasználatának szövegmondattanából. Szótárszerű feldolgozásban; SZTE BTK Magyar Nyelvészeti Tanszék, Szeged, 2004
- Schein Gábor: Nevetők és boldogtalanok. Füst Milán művészete 1909–1927 (Akadémiai Kiadó, Budapest, 2006)
- Büky László: Stílusmagatartási formák Füst Milán és Weöres Sándor költői nyelvében; SZTE BTK Magyar Nyelvészeti Tanszék, Szeged, 2011
- "Semmi sincsen egészen úgy...". Füst Milán születésének 125. évfordulója tiszteletére rendezett emlékülés anyaga; szerk. Szegedy-Maszák Mihály; Fekete Sas, Budapest, 2013
- Schein Gábor: Füst Milán (Jelenkor Kiadó, Budapest, 2017)

### Újabb, jelentős tanulmányok
- Bikácsy Gergely: A keserűség könyve (Teljes Napló) – Holmi, 2002/6. 779-797.
- Forgách András: Milán a villamoson (Teljes Napló) – Jelenkor 2001/7-8.
- Koltai M. Gábor: Kietlen barokk (Catullus) – Holmi, 2007/3. 365-378.
- Nádas Péter: Előszó a Feleségem története német kiadásához – Élet és Irodalom, 2007/33.
- Bozók Ferenc: Közelítések Füst Milán éjjeli fantáziáihoz – Magyar Napló, 2017. április